# Edward Kempa
Edward Stanisław Kempa (ur. 27 września 1927 w Rudzie Śląskiej, zm. 16 grudnia 2006) – polski inżynier urządzeń sanitarnych, profesor Politechniki Wrocławskiej. 

## Życiorys
Urodził się w Rudzie Śląskiej w rodzinie górniczej. Przed II wojną światową ukończył 5 klas szkoły powszechnej, a podczas okupacji przez rok kontynuował naukę w niemieckiej ludowej szkole przejściowej, a następnie został wywieziony do przymusowych robót rolnych, podczas których ukończył w dwuletnią zawodową szkołę rolniczą. Naukę w gimnazjum podjął tuż po zakończeniu wojny i powrocie z przymusowych robót. W 1948 r. zdał maturę w Gliwicach. Następny rok pracował w przedsiębiorstwie Żegluga na Odrze, skąd po roku został przeniesiony służbowo do Wrocławia i Państwowego Przedsiębiorstwa Stocznie Rzeczne.
W 1950 r. rozpoczął studia inżynierskie na Wydziale Inżynierii Sanitarnej Politechniki Wrocławskiej, które ukończył w 1954 r. i kontynuował naukę na studiach magisterskich na tym samym wydziale, uzyskując dyplom w 1956 r. w specjalności technologia wody i ścieków. Jednocześnie od 1954 r. rozpoczął pracę jako asystent w Katedrze Technologii Wody i Ścieków Politechniki Wrocławskiej. W 1963 obronił doktorat i awansował na stanowisko adiunkta Politechniki Wrocławskiej, a w 1972 został mianowany na stanowisko docenta, zaś w 1976 uzyskał stopień naukowy doktora habilitowanego. W 1979 r. otrzymał stanowisko profesora nadzwyczajnego, a w 1986 r. tytuł profesora zwyczajnego.
Kierownik Wydawnictwa Politechniki Wrocławskiej (1972–1976), zastępca dyrektora Instytutu Inżynierii Ochrony Środowiska Politechniki Wrocławskiej (1978–1981), dziekan Wydziału Inżynierii Sanitarnej Politechniki Wrocławskiej (1981–1984). W 1986 r. przeniósł się do Wyższej Szkoły Inżynierskiej w Zielonej Górze, obejmując kierownictwo Zakładu (a następnie Katedry) Technologii Wody i Ścieków. 
Autor blisko 350 publikacji, 15 książek i podręczników akademickich oraz 5 patentów. Promotor 10 doktorów. Twórca czasopisma naukowego Ochrona Środowiska (1979 r.) i członek jego rady programowej. 
Równolegle w latach 1956–1962 pracował jako projektant w Biurze Projektów Budownictwa Komunalnego we Wrocławiu, projektując kolektory, oczyszczalnie ścieków i stacje uzdatniania wody m.in. we Wrocławiu, Miliczu, Namysłowie i Turoszowie-Zatoniu, Ozimku, Kamiennej Górze, Górażdżach i Mysłakowicach. Jako udziałowiec firmy Pracownie Badawczo-Projektowe „Ekosystem” był głównym projektantem około 30 oczyszczalni ścieków.
Członek m.in. Wrocławskiego Towarzystwa Naukowego, Sekcji Inżynierii Sanitarnej Komitetu Inżynierii Lądowej i Wodnej Polskiej Akademii Nauk, Polskiego Zrzeszenia Inżynierów i Techników Sanitarnych (twórca Sekcji Gospodarki Odpadami przy oddziale dolnośląskim i później jej przewodniczący oraz w latach 1983–2003 przewodniczący Głównej Sekcji Gospodarki Odpadami przy zarządzie głównym, od 2004 r. członek honorowy PZIiTS. Doktor honoris causa Politechniki Częstochowskiej (2005).
Odznaczony m.in. Krzyżem Kawalerskim (1980), Krzyżem Komandorskim Orderu Odrodzenia Polski (1997) i Krzyżem Komandorskim z Gwiazdą Orderu Odrodzenia Polski.
Zmarł 16 grudnia 2006 r. i został pochowany na cmentarzu Świętej Rodziny przy ul. Smętnej we Wrocławiu.

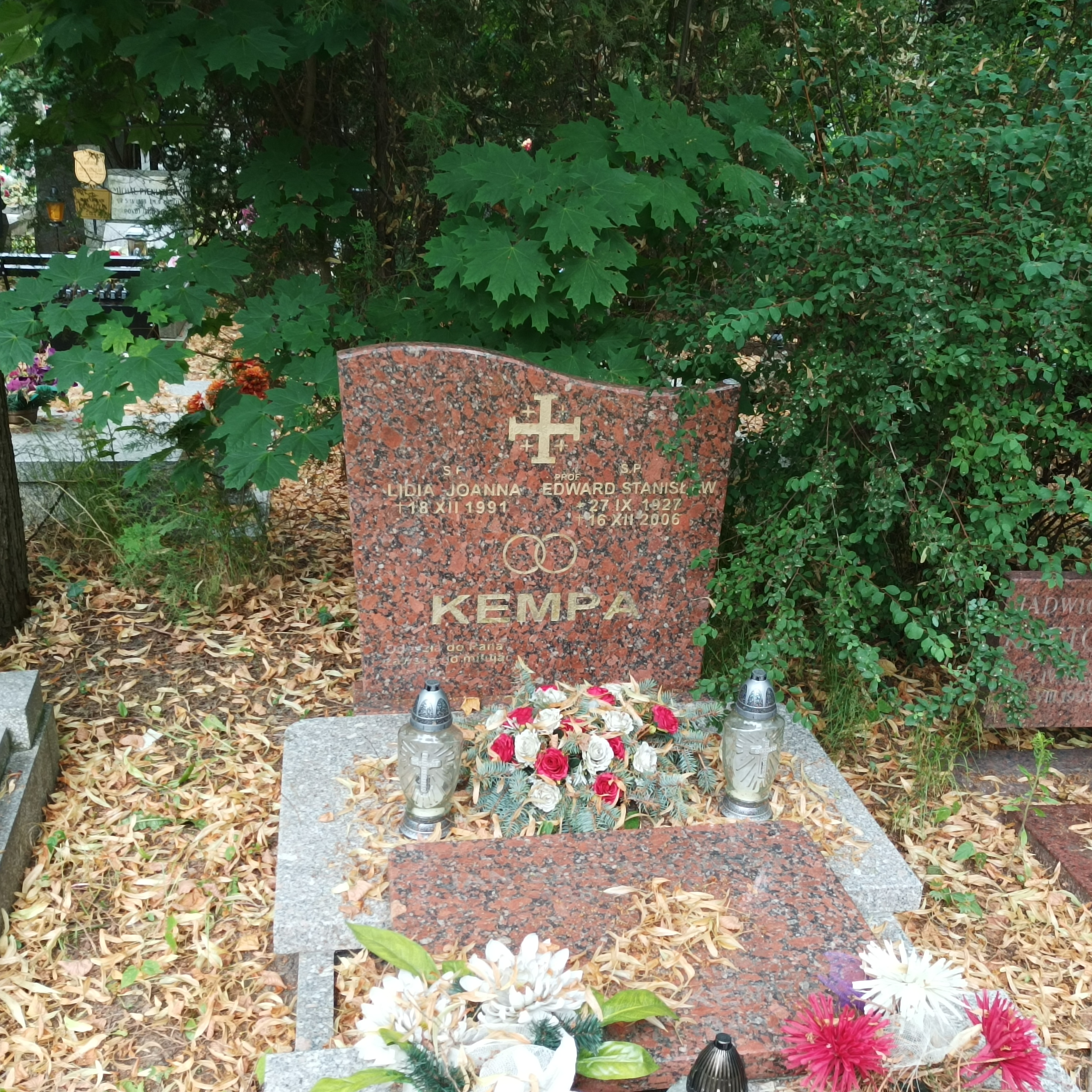
Grób prof. Edwarda Kempy na Cmentarzu Świętej Rodziny we Wrocławiu